# ワダアルコ
ワダアルコは、日本の漫画家、イラストレーター。

## 来歴
元々ゲーム会社に勤務していた。その後イラスト専門誌や同人誌などで活動している。

## 主な作品

### 漫画
- ゆめうり（『robot』、ワニマガジン社）
- 上から九段目赤い染み（『robot』）
- TRUE or NOT（『robot』）
- Aquarium（『robot』）
- 最強魔法少女あきら（『ウルトラジャンプエッグ』、集英社）
- かみスキ（『増刊ヤングガンガン』、スクウェア・エニックス）
- キレる十代さん（『なつひめ』、ワニマガジン社）

### イラスト
- 永遠のフローズンチョコレート（ファミ通文庫、著：扇智史）
- 鉄のエルフ（ハヤカワ文庫、著：クリス・エヴァンズ）
- BIG-4（富士見ファンタジア文庫、著：大楽絢太）
- funeral spray[2]:株式会社ティファームオリジナルTシャツイラスト
- 英雄伝説 空の軌跡（ファルコムBOOKS、著：はせがわみやび）
- アイドル潜入捜査官 小田切瑛理（ポプラ文庫ピュアフル、著：英雄飛）
- クインテット・ファンタズム（富士見ファンタジア文庫、著：東出祐一郎）
- コミックマーケット95カタログ表紙イラスト

### アニメ
- 俺の妹がこんなに可愛いわけがない（第11話エンドカード）
- はなまる幼稚園（第3話エンドカード）
- 鬼物語（第3話エンドカード）
- 夜桜四重奏 〜ハナノウタ〜（第4話エンドカード）
- うーさーのその日暮らし（第4話エンドカード）
- エスカ&ロジーのアトリエ 〜黄昏の空の錬金術士〜（第10話エンドカード）
- チェインクロニクル 〜ヘクセイタスの閃〜（第7話エンドカード）

### ゲーム
- アルテイル - カードイラスト
- スペラクトラルジーン - ゲストキャラクターデザイン
- Fate/EXTRA - キャラクターデザイン
- 戦国コレクション - カードイラスト
- Fate/EXTRA CCC - キャラクターデザイン
- GUNSLINGER STRATOS - キャラクターデザイン
- ファイアーエムブレム 覚醒 - 異界のミカヤ
- とびたて! 超時空トラぶる花札大作戦 - 一部キャラクターデザイン
- チェインクロニクル - キャラクターデザイン
- 戦国大戦 - カードイラスト：初芽、カタリナ
- Fate/Grand Order - 一部キャラクターデザイン[3]
- Fate/EXTELLA - キャラクターデザイン
- Fate/EXTELLA LINK - キャラクターデザイン
- Fate/EXTRA Record - キャラクターデザイン[4]
- Fate/Samurai Remnant - 一部キャラクター原案

### その他
- osamu moet moso
- レディ ジュエルペット - キャラクター原案
- 株式会社ティーファーム - デザインパートナー[5]
- HololiveEN-Ouro Kronii